# Saldaña de Burgos
Saldaña de Burgos – gmina w Hiszpanii, w prowincji Burgos, w Kastylii i León, o powierzchni 8,15 km². W 2011 roku gmina liczyła 189 mieszkańców.